# Villefranche-sur-Mer
Villefranche-sur-Mer (Occitaans: Vilafranca of Vilafranca de Mar; Italiaans: Villafranca of Villafranca Marittima) is een gemeente in het Franse departement Alpes-Maritimes (regio Provence-Alpes-Côte d'Azur). De plaats maakt deel uit van het arrondissement Nice. Villefranche-sur-Mer telde op 1 januari 2022 5.012 inwoners.
De stad werd in 1295 gesticht door Johanna I van Napels die toen gravin van de Provence was.

## Geografie
De oppervlakte van Villefranche-sur-Mer bedroeg op 1 januari 2022 4,88 vierkante kilometer; de bevolkingsdichtheid was toen 1.027 inwoners per km². De gemeente ligt aan de baai Rade de Villefranche.
De onderstaande kaart toont de ligging van Villefranche-sur-Mer met de belangrijkste infrastructuur en aangrenzende gemeenten.

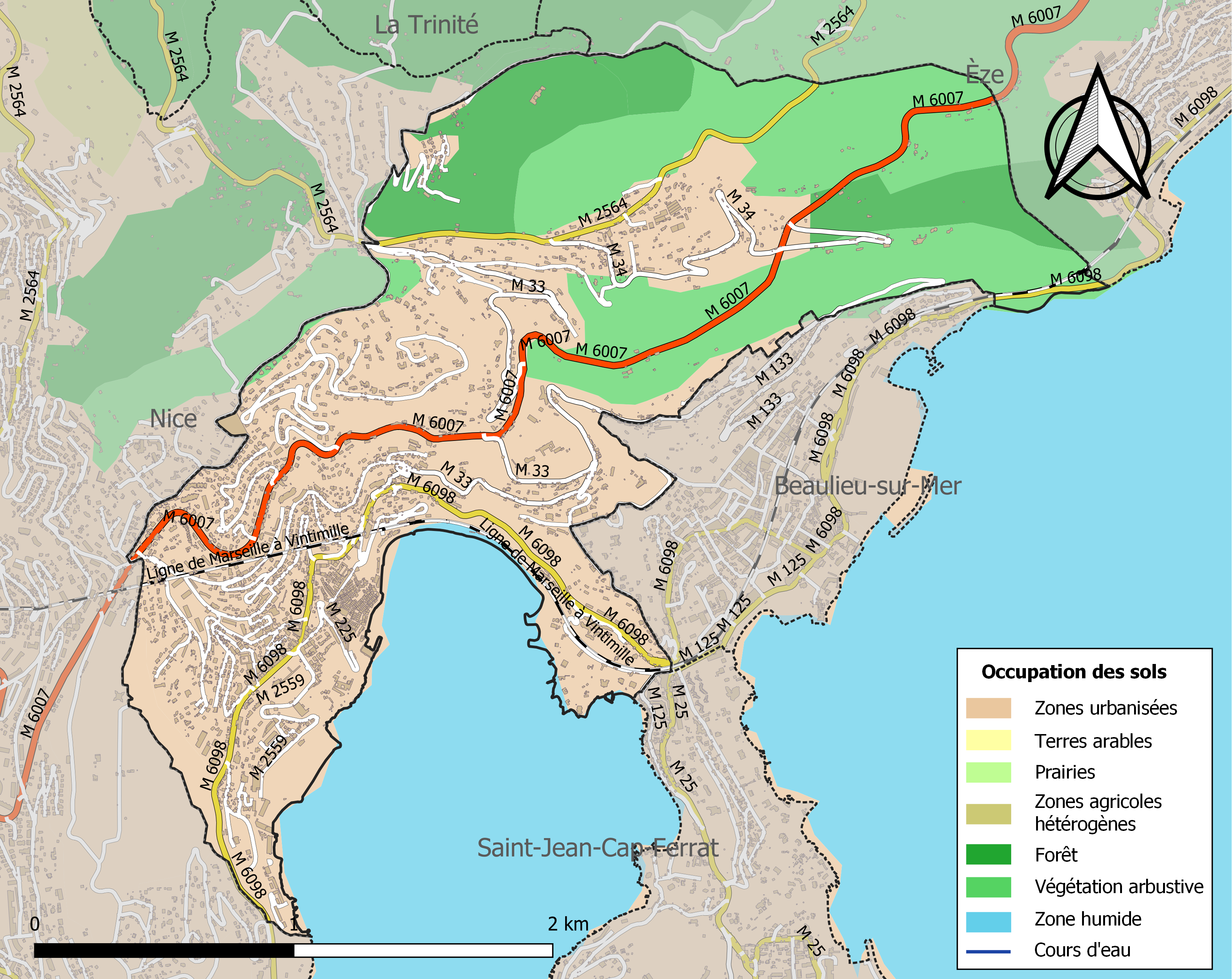

## Verkeer en vervoer
In de gemeente ligt spoorwegstation Villefranche-sur-Mer.

## Demografie
Onderstaande figuur toont het verloop van het inwonertal (bron: INSEE-tellingen).
Vanwege een beveiligingsprobleem met de MediaWiki Graph-software is het momenteel niet mogelijk deze grafiek weer te geven. Zodra de software is bijgewerkt zal de grafiek vanzelf weer zichtbaar worden.

## Geboren in Villefranche-sur-Mer
- Louis Chabanacy de Marnas (1809-1874), Frans jurist en politicus
- Jean Marie Missud (1852-1941), Frans componist en dirigent

## Galerij

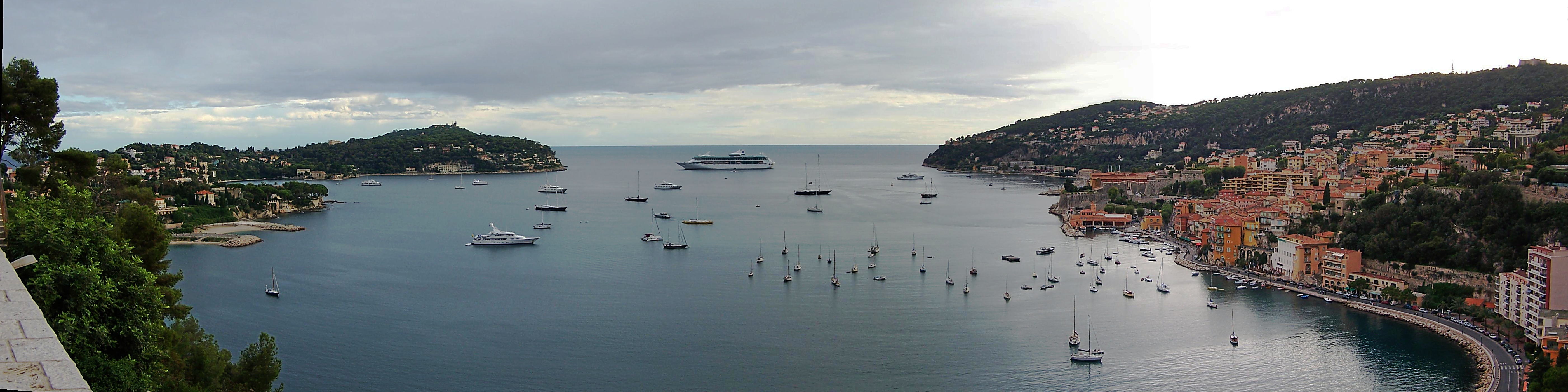
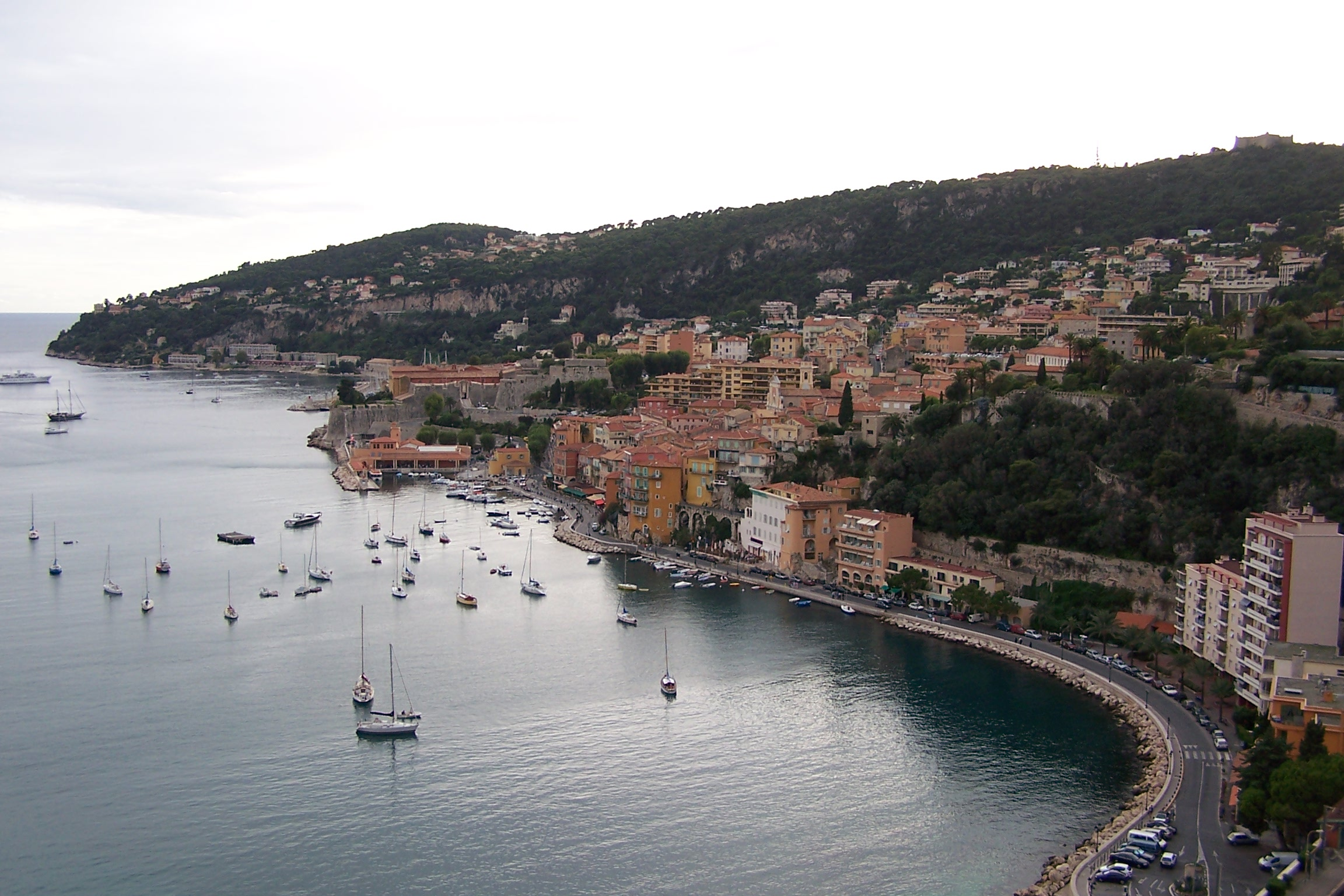
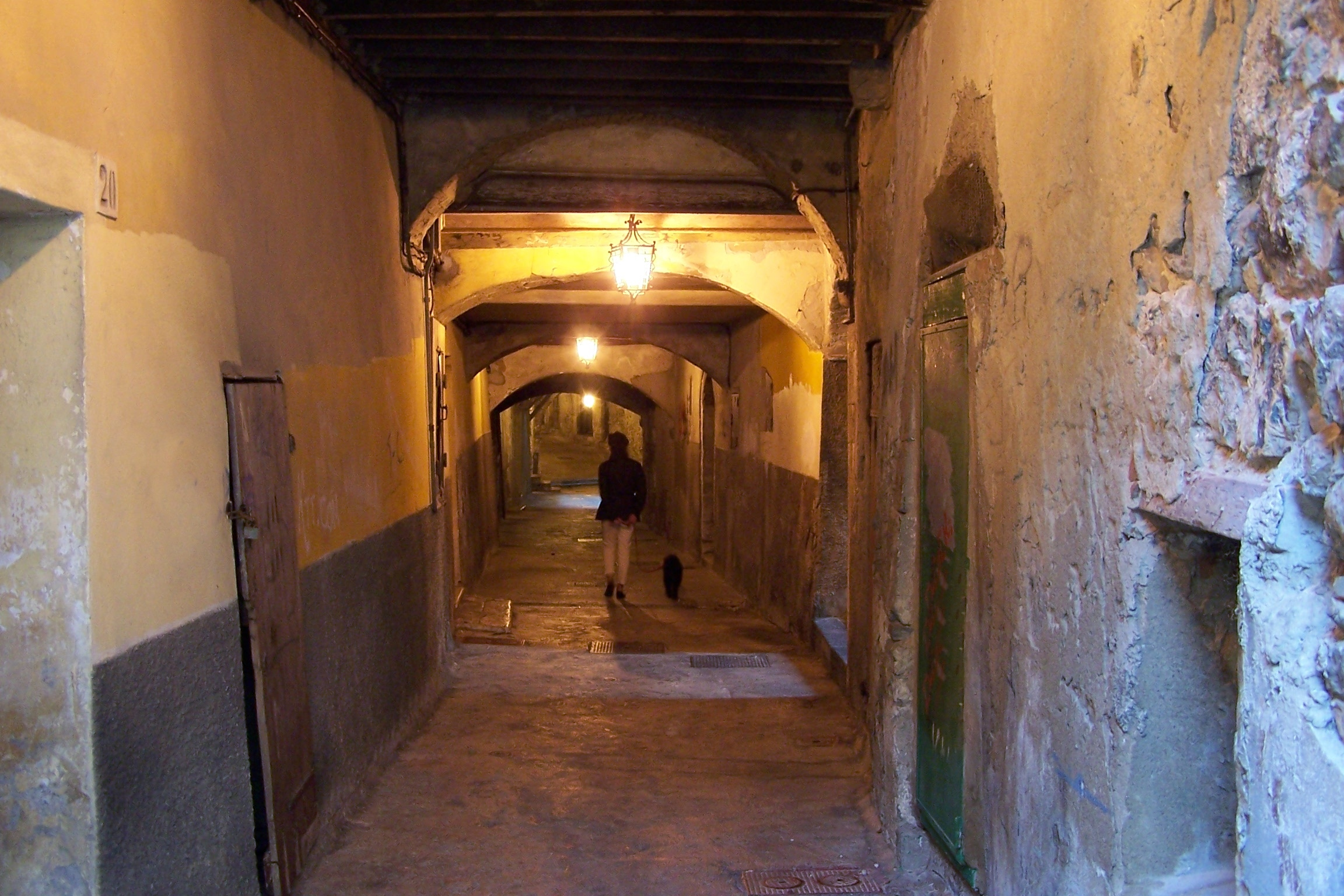
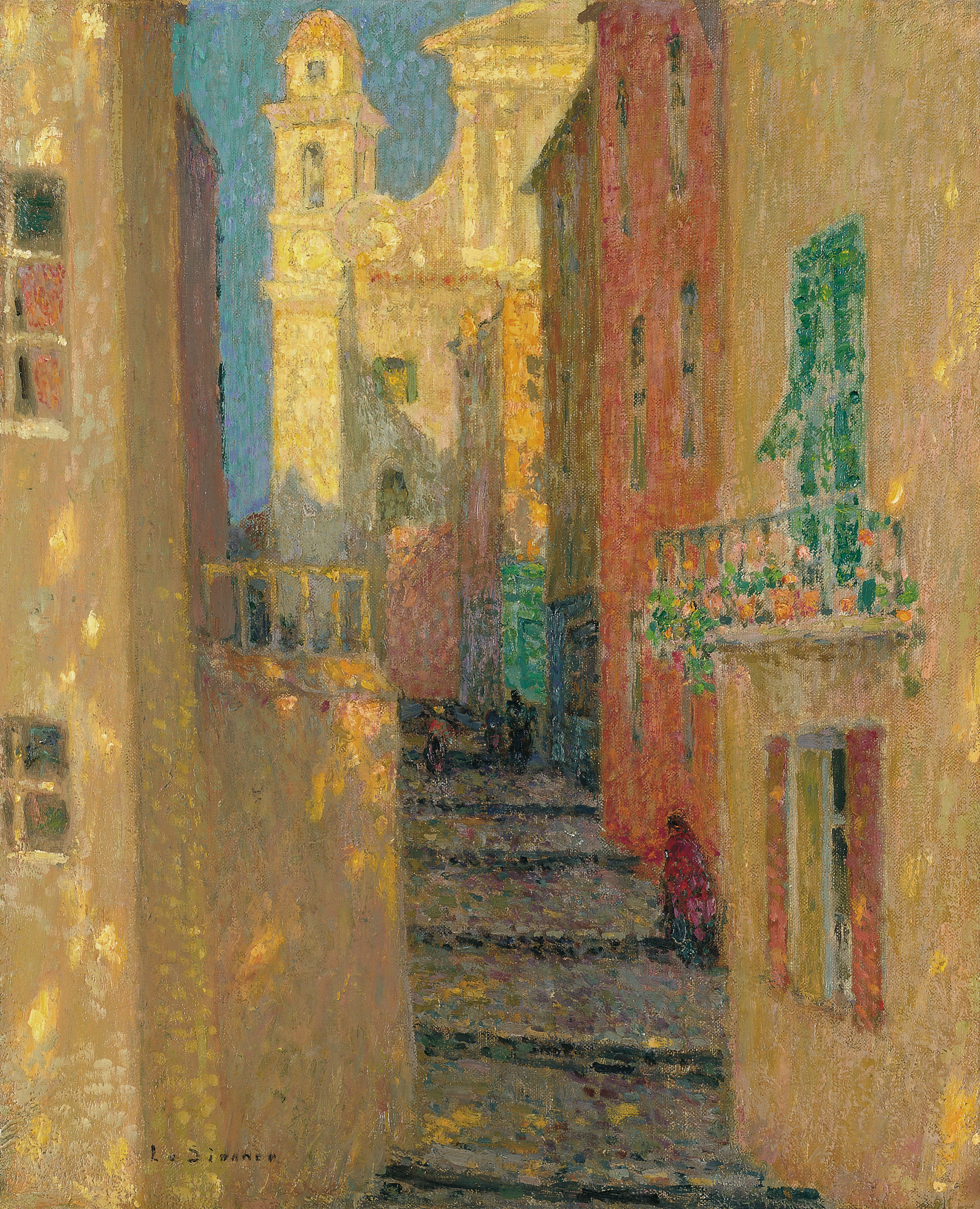
La rue de l'Eglise, Villefranche-sur-Mer door Henri Le Sidaner, 1928

## Media
- De oude stad aan de haven was de set voor meerdere bekende films, zoals To Catch a Thief (Hitchcock), The Count of Monte Cristo, Never Say Never Again met Sean Connery, The Jewel of the Nile met Michael Douglas en Absolutely Fabulous: The Movie met Jennifer Saunders and Joanna Lumley.

- In Villefranche-Sur-Mer namen de The Rolling Stones in 1972 hun album Exile on Main St. op.

## Trivia
- Het decor van de Moteurs!... Action!... Stuntshow Spectacular in het Walt Disney Studios Park in Disneyland Paris is gebaseerd op de huisjes van Villefranche-sur-Mer aan de Côte d'Azur.
- Villefranche-sur-Mer is ook bekend vanwege de Rue Obscure, een verborgen straat onder de huizen, waar men doorheen kan lopen.